# Leonid Rogozov
Leonid Ivanovici Rogozov (în rusă Леонид Иванович Рогозов; n. 14 martie 1934, Dauriya⁠(d), Borzinsky District⁠(d), Regiunea Cita, Rusia – d. 21 septembrie 2000, Sankt Petersburg, Rusia) a fost un chirurg rus care a a participat la cea de-a 6-a expediție Antarctică Sovietică în 1960–1961. El a fost unicul medic de la Stația Novolazarevskaia, și în timpul aflării acolo a dezvoltat o apendicită, și prin urmare și-a făcut apendectomie sie însuși, devenind un caz celebru de auto-operare.